# عضلة قصيرة مبعدة لإبهام اليد
العضلة القصيرة المبعدة لإبهام اليد (Abductor pollicis brevis muscle) هي، في علم تشريح الإنسان، أحد عضلات الطرف العلوي.